# Вера Ніколич
Вера Ніколич-Часич (серб. кир.: Вера Николић-Ћасић, серб. Vera Nikolić-Ćasić; нар. 23 вересня 1948 — пом. 28 червня 2021)  — сербська легкоатлетка, яка спеціалізувалась у бігу на середні дистанції. На міжнародних змаганнях представляла Югославію.

## Із життєпису
Фіналістка (5-е місце) Олімпійських ігор у бігу на 800 метрів (1972).
Учасниця Олімпіади-1968 у бігу на 800 метрів та Ігор-1972 у бігу на 1500 метрів (щоразу припиняла змагання у попередньому забігу).
Дворазова чемпіонка Європи у бігу на 800 метрів (1966, 1971).
Срібна призерка чемпіонату Європи у бігу на 800 метрів (1969).
Чемпіонка Середземноморських ігор (1971) у бігу на 800 та 1500 метрів.
Бронзова призерка Середземноморських ігор (1971) в естафеті 4×100 метрів.
Чемпіонка Європейських легкоатлетичних ігор серед юніорів у бігу на 600 метрів (1964) та 800 метрів (1966).
Рекордсменка світу та Європи з бігу на 800 метрів (2.00,5; 1968)
Володарка вищого світового досягнення у бігу на 600 метрів (1.25,2; 1967).
1966 року двічі покращувала вище світове досягнення серед юніорів у бігу на 800 метрів (2.03,4 та 2.02,8).
Багаторазова чемпіонка Югославії у бігу на 400 метрів (1966, 1969), 800 метрів (1966, 1969—1973) та 1500 метрів (1971, 1973, 1974), а також з кросу (1967, 1973).
По закінченні змагальної кар'єри перейшла на тренерську роботу.
Пішла з життя, маючи 72 роки.

## Основні міжнародні виступи
| Рік  | Змагання                   | Місто     | Місце | Дисципліна | Примітки         |
| ---- | -------------------------- | --------- | ----- | ---------- | ---------------- |
| 1964 | Європейські юніорські ігри | Варшава   | 1     | 600 м      |                  |
| 1966 | Європейські юніорські ігри | Одеса     | 1     | 800 м      |                  |
| 1966 | Чемпіонат Європи           | Будапешт  | 1     | 800 м      | Відео на YouTube |
| 1968 | Олімпійські ігри           | Мехіко    | 1заб1 | 800 м      |                  |
| 1969 | Чемпіонат Європи           | Афіни     | 3     | 800 м      |                  |
| 1971 | Середземноморські ігри     | Ізмір     | 1     | 800 м      |                  |
| 1971 | 1                          | 800 м     |       |            |                  |
| 1971 | 3                          | 4×100 м   |       |            |                  |
| 1971 | Чемпіонат Європи           | Гельсінкі | 1     | 800 м      | Відео на YouTube |
| 1972 | Олімпійські ігри           | Мюнхен    |       | 800 м      |                  |